# Xã Lone Hill, Quận Hot Spring, Arkansas
Xã Lone Hill (tiếng Anh: Lone Hill Township) là một xã thuộc quận Hot Spring, tiểu bang Arkansas, Hoa Kỳ. Năm 2010, dân số của xã này là 857 người.